# Jizo Ike
Jizo Ike är en sjö i Antarktis. Den ligger i Östantarktis. Norge gör anspråk på området. Jizo Ike ligger 2 meter över havet. Arean är 1,3 kvadratkilometer. Den ligger vid sjöarna  Oyako Ike Kikuno Ike Kuwai Ike Hotoke Ike och Nyorai Ike. Den sträcker sig 2,7 kilometer i nord-sydlig riktning, och 3,0 kilometer i öst-västlig riktning.
I övrigt finns följande vid Jizo Ike:
- Hotoke Ike (en sjö)
- Hyotan Ike (en sjö)
- Kikuno Ike (en sjö)
- Kizahasi Hama (en strand)
- Kuwai Ike (en sjö)
- Mago Ike (en sjö)
- Naga Ike (en sjö)
- Nyorai Ike (en sjö)
- Oyako Ike (en sjö)
- Suribati Yama (en kulle)